# Guvernul Gheorghe Gheorghiu-Dej (2)
Guvernul Gheorghe Gheorghiu-Dej (2) a fost un consiliu de miniștri care a guvernat România în perioada 28 ianuarie 1953 - 4 octombrie 1955.

## Modificări în structura Guvernului
- 6 octombrie 1953 - Ministerul Învățământului Public s-a contopit cu Ministerul Învățământului Superior și cu Direcția Generală a Rezervelor de Muncă, formând Ministerul Învățământului.
- 17 octombrie 1953 - Ministerul Industriei Alimentare s-a contopit cu Ministerul Industriei Cărnii, Peștelui și Laptelui, formând Ministerul Industriei Alimentare (minister lărgit).
- 5 noiembrie 1953 - Ministerul Agriculturii s-a contopit cu Ministerul Gospodăriilor Agricole de Stat și cu Ministerul Gospodăriilor Silvice, formând Ministerul Agricuturii și Silviculturii.
- 30 noiembrie 1953 - A fost înființat Ministerul Culturii prin contopirea Comitetului pentru Artă, al Comitetului pentru Cinematografie, al Comitetului pentru Radio, al Comitetului pentru Așezămintele Culturale, al Direcției Generale a Editurilor, Industriei Poligrafice și a Difuzării Cărții, de pe lângă Consiliul de Miniștri.
- 30 noiembrie 1953 - De la această dată, președintele Comitetului pentru Aprovizionare și ministrul Securității Statului n-au mai făcut parte din Consiliul de Miniștri.
- 8 octombrie 1954 - Ministerul Construcțiilor și Industriei Materialelor de Construcții s-a împărțit astfel: Ministerul Construcțiilor și Ministerul Industriei Materialelor de Construcții.

## Componența
- Președintele Consiliului de Miniștri

Gheorghe Gheorghiu-Dej (28 ianuarie 1953 - 4 octombrie 1955)

### Vicepreședinți ai Consiliului de Miniștri
- Prim-vicepreședinte al Consiliului de Miniștri

Chivu Stoica (20 august 1954 - 4 octombrie 1955)
- Prim-vicepreședinte al Consiliului de Miniștri

Iosif Chișinevschi (20 august 1954 - 4 octombrie 1955)
- Prim-vicepreședinte al Consiliului de Miniștri

Alexandru Drăghici (20 august 1954 - 4 octombrie 1955)
- Vicepreședinte al Consiliului de Miniștri

Chivu Stoica (28 ianuarie 1953 - 20 august 1954)
Emil Bodnăraș (20 august 1954 - 4 octombrie 1955)
- Vicepreședinte al Consiliului de Miniștri

Iosif Chișinevschi (28 ianuarie 1953 - 20 august 1954)
Petre Borilă (20 august 1954 - 4 octombrie 1955)
- Vicepreședinte al Consiliului de Miniștri

Gheorghe Apostol (28 ianuarie 1953 - 21 aprilie 1954)
Alexandru Moghioroș (21 aprilie 1954 - 4 octombrie 1955)
- Vicepreședinte al Consiliului de Miniștri

Gheorghe Vidrașcu (28 ianuarie 1953 - 21 aprilie 1954)
Miron Constantinescu (21 aprilie 1954 - 4 octombrie 1955)

### Miniștri
- Ministrul de interne

Pavel Ștefan (28 ianuarie 1953 - 4 octombrie 1955)
- Ministrul securității statului

Alexandru Drăghici (28 ianuarie - 30 noiembrie 1953)
- Ministrul de externe

Simion Bughici (28 ianuarie 1953 - 4 octombrie 1955)
- Ministrul justiției

Anton Tatu Jianu (28 ianuarie 1953 - 31 mai 1954)
Gheorghe Diaconescu (31 mai 1954 - 4 octombrie 1955)
- Ministrul forțelor armate

Emil Bodnăraș (28 ianuarie 1953 - 4 octombrie 1955)
- Ministrul finanțelor

Dumitru Petrescu (28 ianuarie 1953 - 4 octombrie 1955)
- Ministerul industriei metalurgice și construcțiilor de mașini

Carol Loncear (28 ianuarie - 17 octombrie 1953)
Chivu Stoica (17 octombrie 1953 - 4 octombrie 1955)
- Ministrul industriei chimice

Mihail Florescu (28 ianuarie 1953 - 4 octombrie 1955)
- Ministrul Industriei Petrolului

Ion Dumitru (28 ianuarie 1953 - 4 octombrie 1955)
- Ministrul Cărbunelui

Eugen Alexandru Matyas (28 ianuarie 1953 - 4 aprilie 1955)
Ioan Mineu (4 aprilie - 4 octombrie 1955)
- Ministrul energiei electrice și industriei electrotehnice

Gheorghe Gaston Marin (28 ianuarie 1953 - 18 mai 1954)
Gheorghe Cioară (18 mai 1954 - 4 octombrie 1955)
- Ministrul construcțiilor și materialelor de construcții

Gheorghe Roșu (28 ianuarie 1953 - 8 octombrie 1954)
- Ministrul construcțiilor

Gheorghe Hossu (8 octombrie 1954 - 4 octombrie 1955)
- Ministrul industriei materialelor de construcții

Carol Loncear (8 octombrie 1954 - 4 octombrie 1955)
- Ministrul industriei ușoare

Alexandru Sencovici (28 ianuarie 1953 - 4 octombrie 1955)
- Ministrul agriculturii (din 5 noiembrie 1953 redenumit ca ministrul agriculturii și silviculturii)

Constantin Prisnea (28 ianuarie - 5 noiembrie 1953)
Gheorghe Apostol (5 noiembrie 1953 - 18 mai 1954)
Constantin Popescu (18 mai 1954 - 4 octombrie 1955)
- Ministrul industriei lemnului, hârtiei și celulozei

Mihai Suder (28 ianuarie 1953 - 4 octombrie 1955)
- Ministrul industriei alimentare

Dumitru Diaconescu (28 ianuarie - 17 octombrie 1953)
Petre Borilă (17 octombrie 1953 - 4 octombrie 1955)
- Ministrul industriei cărnii, peștelui și laptelui (la 17 octombrie 1953 ministerul s-a desființat)

Pascu Ștefănescu (28 ianuarie - 17 octombrie 1953)
- Ministrul gospodăriilor agricole de stat (la 5 noiembrie 1953 ministerul s-a desființat)

Ion Vidrașcu (28 ianuarie - 5 noiembrie 1953)
- Ministrul gospodăriilor comunale și industriei locale

Anton Vlădoiu (28 ianuarie 1953 - 4 octombrie 1955)
- Ministrul gospodăriilor silvice (la 5 noiembrie 1953 ministerul s-a desființat)

Constantin Popescu (28 ianuarie - 5 noiembrie 1953)
- Ministrul colectărilor

Mihai Dalea (15 februarie - 4 octombrie 1955)
- Ministrul comerțului interior

Vasile Malinschi (28 ianuarie 1953 - 16 februarie 1954)
Mircea Oprișan (16 februarie 1954 - 4 octombrie 1955)
- Ministrul comerțului exterior

Alexandru Bârlădeanu (28 ianuarie 1953 - 18 mai 1954)
Marcel Popescu (18 mai 1954 - 4 octombrie 1955)
- Ministrul căilor ferate

Ionel Diaconescu (28 ianuarie 1953 - 4 octombrie 1955)
- Ministrul transporturilor navale și aeriene

Gheorghe D. Safer (28 ianuarie 1953 - 4 octombrie 1955)
- Ministrul poștelor și telecomunicațiilor

Dumitru Simulescu (28 ianuarie 1953 - 4 octombrie 1955)
- Ministrul prevederilor sociale

Stela Enescu (28 ianuarie 1953 - 10 iunie 1954)
Octavian Berlogea (10 iunie 1954 - 4 octombrie 1955)
- Ministrul sănătății

Octavian Berlogea (28 ianuarie 1953 - 10 iunie 1954)
Voinea Marinescu (10 iunie 1954 - 4 octombrie 1955)
- Ministrul învățământului public (la 6 octombrie 1953 Ministerul Învățământului Public s-a contopit cu Ministerul Învățământului Superior)

Ion Nistor (28 ianuarie - 6 octombrie 1953)
- Ministrul învățământului superior (la 6 octombrie 1953 Ministerul Învățământului Public s-a contopit cu Ministerul Învățământului Superior)

Ilie Murgulescu (28 ianuarie - 6 octombrie 1953)
- Ministrul învățământului

Ilie Murgulescu (6 octombrie 1953 - 4 octombrie 1955)
- Ministrul culturii

Constanța Crăciun (30 noiembrie 1953 - 4 octombrie 1955)
- Ministrul cultelor

Petre Constantinescu-Iași (28 ianuarie 1953 - 4 octombrie 1955)

### Miniștri secretari de stat
- Președintele Comitetului de Stat al Planificării (cu rang de ministru)

Miron Constantinescu (28 ianuarie 1953 - 4 octombrie 1955)
- Președintele Comisiei Controlului de Stat (cu rang de ministru)

Petre Borilă (28 ianuarie - 15 octombrie 1953)
Mihai Gavriliuc (15 octombrie 1953 - 31 mai 1955)
Dumitru Coliu (31 mai - 4 octombrie 1955)
- Președintele Comitetului de Stat al Aprovizionării (cu rang de ministru)

Emil Stanciu (28 ianuarie - 30 noiembrie 1953)
- Președintele Comitetului de Stat pentru Colectarea Produselor Agricole (cu rang de ministru)

Ion Olteanu (28 ianuarie 1953 - 15 februarie 1955)
Mihai Dalea (15 februarie - 4 octombrie 1955)
- Președintele Comitetului pentru Cinematografie (cu rang de ministru)

Nicolae Bellu (28 ianuarie - 30 noiembrie 1953)
- Președintele Comitetului pentru Artă (cu rang de ministru)

Nicolae Popescu Doreanu (28 ianuarie - 30 noiembrie 1953)
- Președintele Comitetului de Stat pentru Arhitectură și Sistematizare (cu rang de ministru)

Nicolae Bădescu (28 ianuarie 1953 - 4 octombrie 1955)

## Sursa
- Stelian Neagoe - "Istoria guvernelor României de la începuturi - 1859 până în zilele noastre - 1995" (Ed. Machiavelli, București, 1995)
- Rompres Arhivat în 11 februarie 2007, la Wayback Machine.

| Precedat(ă) de: Guvernul Gheorghe Gheorghiu-Dej (1) | Guvernul Gheorghe Gheorghiu-Dej (2) 28 ianuarie 1953 - 4 octombrie 1955 | Succedat(ă) de: Guvernul Chivu Stoica (1) |